# Fykobilizom

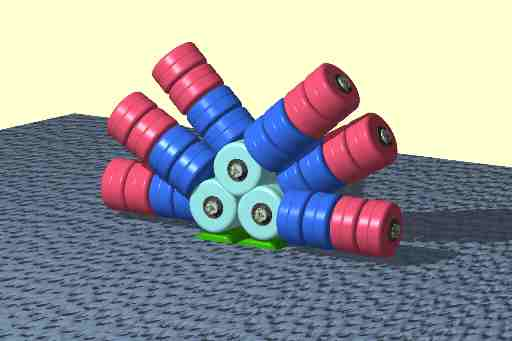
Fykobilizom - 3D struktura

Fykobilizom je submikroskopická bílkovinná struktura kulovitého nebo válcovitého tvaru, která se nachází na povrchu thylakoidů sinic, ruduch a glaukofytů, případně u těch eukaryot, které v minulosti pohltily ruduchový plastid (Heterokonta, rozsivky a podobně).
Obsahují fykobiliproteiny (allofykocyanin, fykocyanin, fykoerytrin) a pomáhají při fotosyntéze: představují jakési antény pohlcující světelnou energii.